# Land- och sjöväderrapporten
Land- och sjöväderrapporten är en översikt med varningar och regionala väderprognoser från SMHI för ett dygn framåt. Den sänds i radiokanalen Sveriges Radio P1 i 5 eller 10 minuter långa inslag några gånger om dagen direkt från radiostudion på SMHI i Norrköping. Sjöväderrapporten innehåller uppgifter om vind, sikt och väderförhållanden till havs (publicerat 2020). Sändningarna finns även tillgängliga för lyssning och nedladdning i efterhand via Sveriges Radios programarkiv.

## Sjörapporten

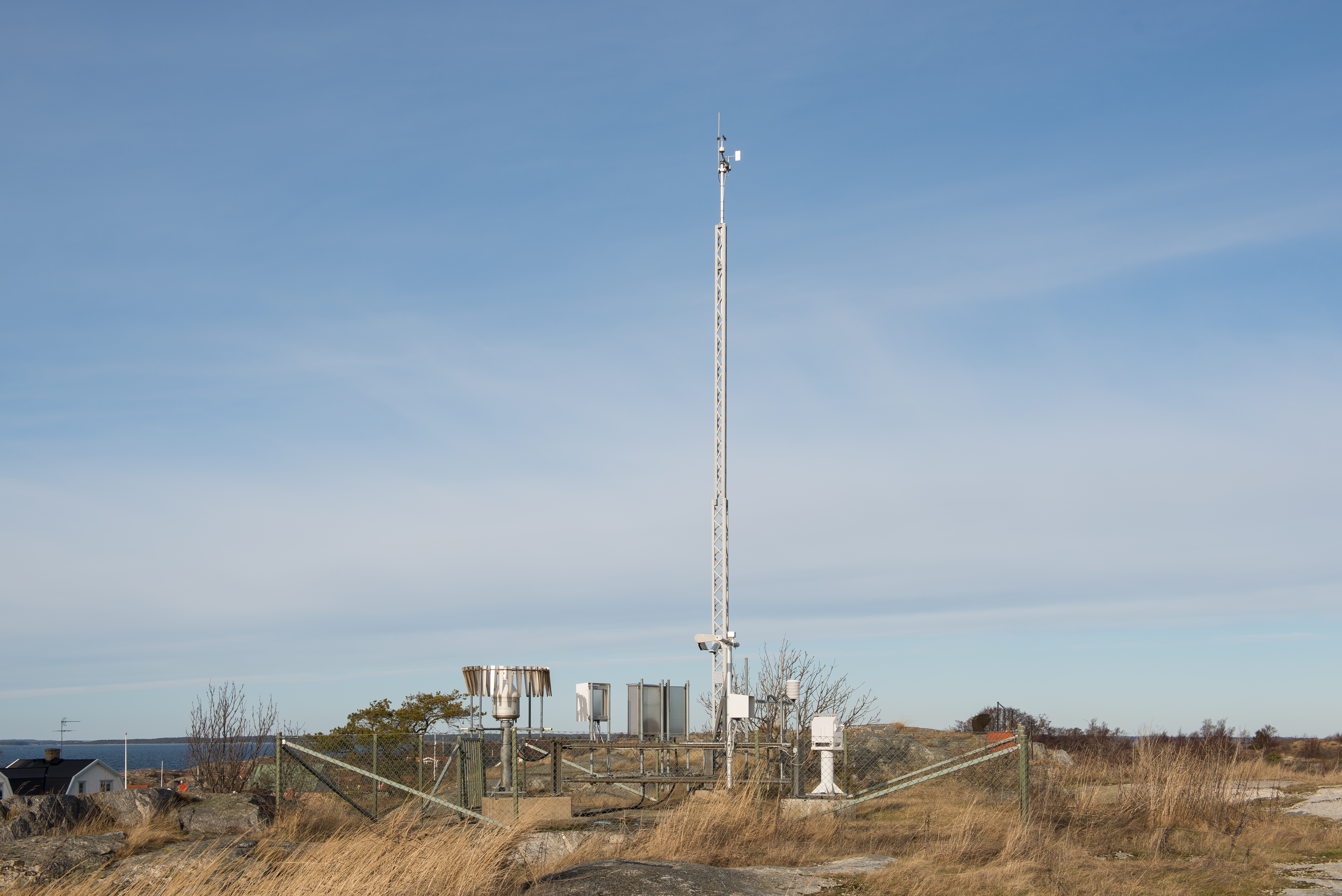
Automatisk väderstation vid Landsort.

Väder började sändas i svensk radio samma år som svenska radiosändningar startade 1924. Den 2 januari 1939 sändes den första renodlade sjörapporten i radio.
Rapporten inleds med prognoser för havsområden, både en bit från, men främst längs de svenska kusterna. De svenska havsområdena Skagerrak, Kattegatt, Öresund, Östersjön, Ålands hav och Bottniska viken, samt sjön Vänern har varit stående inslag i rapporten. Tidigare fanns ett större fokus på prognoser för hela Nordsjön, vilket senare till del ersatts av prognoser för Rigabukten och Finska viken.
Rapporten avslutas med vind och siktobservationer från utvalda platser längs kuster och på öar, främst i Sverige, men även i Norge, Danmark, Tyskland och Finland. På majoriteten av observationsplatserna finns angöringsfyrar, och att de anlades just där berodde ofta på att det redan fanns personal på plats som kunde bistå med rapporteringen. Senare sköts rapporteringen av automatiserade väderstationer.
Historiskt inledde rapporten med observationer från Lerwick på Shetlandsöarna, Tynemouth i England, Borkum Riff i Tyska bukten, samt flera norska och danska fyrplatser och kustsamhällen som Utsira, Lista, Færder fyr och Hanstholm. Sedan många år inleds observationerna med antingen Oksöy fyr eller Thyborøn för att sedan gå igenom den svenska kusten upp till Storön i Kalix. Bland svenska observationsplatser som historiskt rapporterats kan nämnas Gälleudde, Lurö och Söökojan i Vänern, Kullen, Sandhammaren, samt flera kassunfyrar i öppet hav som Almagrundet, Grundkallen och Sydostbrotten. Långvariga inslag i rapporten inkluderar till exempel Vinga, Falsterbo, Hanö, Ölands södra och norra udde, Hoburg, Gotska Sandön, Landsort, Söderarm, Örskär, Skagsudde, Bjuröklubb och Rödkallen.
När Sveriges Radios Vetenskapsradion ställde en öppen fråga till radiopubliken om vad sjörapporten betydde för dem svarade en majoritet att den fortsatt behövdes för sjösäkerheten, men många menade också att det var en form av poesi eller avkoppling att lyssna. Inför hösten 2021 meddelade Sveriges Radio att den sjörapport som länge sänts klockan 15.55 skulle tas bort ur tablån. Förändringen diskuterades även i talkshowprogrammet Nordegren och Epstein.
Sjörapporten 15.55 i P1 sänds fortfarande under högsommaren.